# Azeri-Chirag-Guneshli
Azeri-Chirag-Gunashli "ACG" (in azero - Azəri-Çıraq-Günəşli) è un complesso di giacimenti petroliferi nel Mar Caspio, a circa 120 chilometri (75 miglia) dalla costa dell'Azerbaigian. Consiste di giacimenti petroliferi Azeri e Chirag e nella parte più profonda del giacimento petrolifero di Gunashli. Una superficie complessiva stimata di sviluppo è 432,4 chilometri quadrati (167,0 miglia quadrati). È sviluppato dalla società operativa internazionale dell'Azerbaigian, un consorzio di compagnie petrolifere internazionali, e gestito dalla BP per conto del consorzio. I giacimenti ACG hanno stimato riserve recuperabili di circa 5-6 miliardi di barili (da 790 a 950 milioni di metri cubi) di petrolio. A partire dalla fine del 2005, il tasso di produzione di otto pozzi pre-perforati alla piattaforma era di circa 240.000 barili al giorno (38.000 m³ / d).
Il picco della produzione di petrolio, 835.000 barili al giorno (132.800 m³ / g), è stato raggiunto nel terzo trimestre del 2010. Nel primo trimestre del 2012 la produzione di petrolio era di circa 710.000 barili al giorno (113.000 m³ / g). 
BP riferisce che il petrolio greggio di ACG viene esportato attraverso l'oleodotto Baku-Tbilisi-Ceyhan verso il Mar Mediterraneo e il gasdotto Baku-Supsa verso la Supsa in Georgia, così come attraverso l'oleodotto Baku-Novorossijsk fino a Novorossijsk, Russia. Si ritiene inoltre che ci siano grandi riserve di gas non sfruttate sotto i giacimenti di petrolio ACG.
I rapporti dei media indicano che secondo l'American Consulting Association IHS CERA (Cambridge Energy Research Associates), l'Azeri-Chirag-Gunashli è il terzo più grande sviluppo di giacimenti petroliferi su 20 elencati. L'investimento totale è stimato in 20 miliardi di USD. A partire dai rapporti del 2008, il petrolio proveniente dal giacimento ACG rappresenta quasi l'80% della produzione totale di petrolio dell'Azerbaigian e si prevede che porterà all'Azerbaigian potenzialmente $ 80 miliardi di profitti.

## Storia
La formazione dello sviluppo Azeri-Chirag-Gunashli è cominciata all'inizio degli anni '90. Nel gennaio 1991, il governo azero ha annunciato distinte offerte internazionali di diritti di prospezione per i giacimenti di Azeri, Chirag e Gunashli. Nel giugno del 1991 fu costituito un consorzio di Amoco, Unocal, British Petroleum, Statoil, McDermott e Ramco per uno sviluppo del settore Azeri. La parte dell'Azerbaigian era rappresentato nel consorzio da SOCAR. Negoziati sono stati ampliati per includere tutti e tre i campi. Dopo che Heydər Əliyev divenne presidente dell'Azerbaigian nel 1993, i colloqui con compagnie straniere furono interrotti e Lukoil fu invitato al consorzio. I negoziati sono ripresi nel 1994. L'accordo di produzione condivisa (soprannominato dai media "Contratto del Secolo"), è stato firmato dalle parti il 20 settembre 1994; prevedeva una durata per lo sviluppo e lo sfruttamento dei giacimenti di 30 anni. Il giorno della firma dell'accordo di produzione condivisa viene celebrato come "Il giorno dei lavoratori petroliferi" in Azerbaigian.
Nella prima fase, il consorzio iniziò la perforazione di sviluppo del campo Chirag nell'agosto del 1997. Il primo olio fu prodotto nel novembre 1997. Questa fase di sviluppo era anche conosciuta come Early Oil Project (EOP). Originariamente, il petrolio prodotto veniva esportato attraverso l'oleodotto Baku-Novorossijsk. Il 18 febbraio 1996 è stato firmato un contratto per il trasporto del petrolio attraverso la Russia al porto del Mar Nero di Novorossijsk. Il trasporto di petrolio attraverso l'oleodotto è iniziato il 25 ottobre 1997.
Per la diversificazione delle rotte di esportazione, la costruzione dell'oleodotto Baku-Supsa è stata concordata nel 1996. L'oleodotto è diventato operativo nel 1998 ed è stato ufficialmente inaugurato nel 1999. Nel campo Chirag, il progetto di iniezione dell'acqua è stato implementato nel 1999 e la tecnologia di perforazione è stata aggiornata nel 2000.
Lukoil si è ritirato dal progetto nel 2003 vendendo tutto il suo interesse a INPEX. L'accordo è stato sigillato per $ 1.354 miliardi.
La seconda fase dello sviluppo consisteva nello sviluppo del campo Azeri. Lo sviluppo del campo Azeri è iniziato nel 2002. I moduli di perforazione sono arrivati a Baku nel luglio 2003. Il rivestimento dell'Azeri centrale è stata completata nel marzo 2004. Per accogliere l'aggiunta di petrolio, il Terminal Sangachal è stato potenziato nel Marzo di 2003. Dopo l'installazione dell'oleodotto Azeri centrale, la piattaforma Azeri centrale è stata lanciata nel luglio 2004. La piattaforma è stata installata nell'ottobre 2004 e la produzione è iniziata nel febbraio 2005. La piattaforma di compressione centrale e di iniezione d'acqua centrale è stata lanciata nel luglio 2005. Ha iniettato il primo gas nel maggio 2006.
I moduli di perforazione dell'Azeri occidentale sono arrivati a Baku nell'agosto del 2004 e la piattaforma è stata lanciata nel maggio 2005. I lati superiori della piattaforma sono stati installati a settembre 2005 e la produzione è iniziata nel gennaio 2006. I moduli e quarti di perforazione dell'Azeri orientale sono arrivati a Baku nel giugno 2005 e la piattaforma è stata lanciata nel marzo 2006. La parte superiore è stata installata a marzo 2006 e la produzione è iniziata nell'ottobre 2006. Il programma di perforazione preliminare di Gunashli è iniziato nel dicembre 2005. I moduli di perforazione sono arrivati a Baku nel giugno del 2006. La piattaforma è diventata operativa nell'aprile del 2008.
Il 23 novembre 2009, Devon Energy ha annunciato che avrebbe venduto la sua quota in ACG. Il 29 marzo 2013 Hess ha ceduto la propria partecipazione a ONGC per $ 1 miliardo.
Il 14 settembre 2017, il governo dell'Azerbaigian e la compagnia petrolifera statale della Repubblica di Azerbaigian (SOCAR), insieme a BP, Chevron, INPEX, Statoil, ExxonMobil, TP, ITOCHU e ONGC Videsh hanno firmato un accordo per estendere l'accordo di produzione condivisa per campi di ACG fino al 2049.

## Proprietà
Gli azionisti dello sviluppo Azeri-Chirag-Gunashli includono BP con il 35,78% delle quote, SOCAR (11,64%), Chevron Corporation (10,28%), Inpex (10,96%), Statoil (8,56%), ExxonMobil (8,00%), TPAO ( 6,75%), Itochu (4,3%) e ONGC Videsh (2,72%). BP con la partecipazione principale nella proprietà è a capo del consorzio di Società Operativa Internazionale dell'Azerbaigian.
In base ad un accordo del 2017 per estendere la condivisione della produzione al 2049, l'interesse di SOCAR, la società energetica statale azera, aumenterebbe al 25% mentre gli interessi degli altri azionisti sarebbero ridotti.

## Produzione
Con 3 stadi completati e 7 piattaforme operative funzionali, la produzione totale di Azeri-Chirag-Gunashli è di oltre 1 milione di barili (160.000 m³) al giorno. Durante i primi tre trimestri del 2009, sono stati prodotti oltre 224 milioni di barili (35,6 × 106 m³) di petrolio dalle piattaforme Chirag, Azeri Centrale, Azeri Occidentale, Azeri Orientale e Gunashli. Secondo il rapporto di BP, Chirag aveva 19 pozzi in funzione (13 dei quali sono produttori di petrolio e 6 iniettori di acqua) con una produzione complessiva di 105.300 bbl / d (16.740 m³ / g). Azeri Centrale (CA) aveva 18 pozzi (13 dei quali sono produttori di petrolio e 5 iniettori di gas) con una produzione di 185.800 bbl / d (29.540 m³ / d). Azeri Occidentale aveva 18 pozzi in funzione (14 dei quali sono produttori di petrolio e 4 iniettori di acqua con una produzione di 275.200 barili al giorno (43,750 m³ / d). Azeri Orientale aveva 13 pozzi in funzione (9 dei quali sono produttori di petrolio e 4 iniettori di acqua) con una produzione complessiva di 139.400 barili al giorno (22.160 m³ / giorno) per i primi tre trimestri del 2009. Gunashli aveva 17 pozzi (9 produttori di petrolio e 8 iniettori d'acqua) in funzione con una produzione di 116.400 barili al giorno (18.510 m³ / g) di petrolio. 
L'Azerbaigian riceve anche circa 10-11 milioni di metri cubi (350-390 milioni di piedi cubici) di gas al giorno estratti dal blocco ACG. Il gas è fornito da BP gratuitamente. L'Azerbaigian ha ricevuto oltre 1 miliardo di metri cubi di gas da questi giacimenti nel primo trimestre del 2009. L'attuale ripresa arriva a circa 27 milioni di metri cubi di gas al giorno. Una parte del gas viene instradata al sistema di trasporto del gas nazionale dell'Azerbaijan. Alcuni sono usati come fonte di carburante sulle piattaforme.
Da settembre 2009, sono stati prodotti 164,2 milioni di tonnellate di petrolio e 37 miliardi di metri cubi di gas associato e 80,3 milioni di metri cubi di acqua e 13 miliardi di metri cubi di gas sono stati iniettati in strati dall'inizio della produzione nei campi ACG nel 1997.